# Melanchroiopsis
Melanchroiopsis là một chi bướm đêm thuộc họ Noctuidae.

## Loài
- Melanchroiopsis acroleuca Dyar, 1918
- Melanchroiopsis mardava Druce, 1897
- Melanchroiopsis noctilux Walker, 1854